# Rio Abaeté
Rio Abaeté är ett vattendrag i Brasilien.   Det ligger i delstaten Minas Gerais, i den sydöstra delen av landet, 400 km sydost om huvudstaden Brasília.
Omgivningarna runt Rio Abaeté är huvudsakligen savann. Runt Rio Abaeté är det ganska glesbefolkat, med 31 invånare per kvadratkilometer.